# Észak-Macedónia az olimpiai játékokon
Észak-Macedónia az 1991-ben kikiáltott függetlensége után az 1996-os olimpiai játékokon vett részt először önálló csapattal, azóta valamennyi téli és nyári játékokon jelen volt. Ezt megelőzően az észak-macedón sportolók 1920 és 1988 között a jugoszláv olimpiai csapatokot erősítették.
Az ország első olimpiai érmét Magomed Ibragimov szerezte 2000-ben Sydneyben, a szabadfogású birkózó 85 kg-ban nyert bronzérmet.
A Macedón Olimpiai Bizottság 1992-ben alakult meg, a NOB 1993-ban vette fel tagjai közé, a bizottság jelenlegi elnöke Vasil Tupurkovski.

## Éremtáblázatok

### Érmek a nyári olimpiai játékokon
| Olimpia              | Arany | Ezüst | Bronz | Összesen |
| 1996, Atlanta        | 0     | 0     | 0     | 0        |
| 2000, Sydney         | 0     | 0     | 1     | 1        |
| 2004, Athén          | 0     | 0     | 0     | 0        |
| 2008, Peking         | 0     | 0     | 0     | 0        |
| 2012, London         | 0     | 0     | 0     | 0        |
| 2016, Rio de Janeiro | 0     | 0     | 0     | 0        |
| 2020, Tokió          | 0     | 1     | 0     | 1        |
| Összesen             | 0     | 1     | 1     | 2        |

## Érmek sportáganként

### Érmek a nyári olimpiai játékokon sportáganként
| Észak-Macedónia érmei a nyári olimpiai játékokon sportáganként | Észak-Macedónia érmei a nyári olimpiai játékokon sportáganként | Észak-Macedónia érmei a nyári olimpiai játékokon sportáganként | Észak-Macedónia érmei a nyári olimpiai játékokon sportáganként | Az olimpiai zászlaja |

| Sportág   | Arany | Ezüst | Bronz | Összesen |
| --------- | ----- | ----- | ----- | -------- |
| Taekwondo | 0     | 1     | 0     | 1        |
| Birkózás  | 0     | 0     | 1     | 1        |
| Összesen  | 0     | 1     | 1     | 2        |